# セット＝イル沖海戦

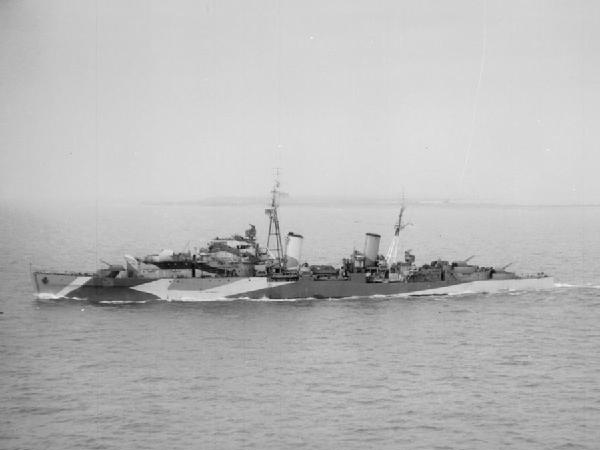
航行中のイギリスの巡洋艦「カリブディス」。

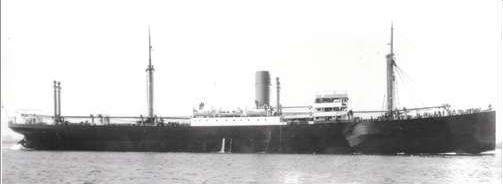
封鎖突破船ミュンスターラントの同型船エルムラント。

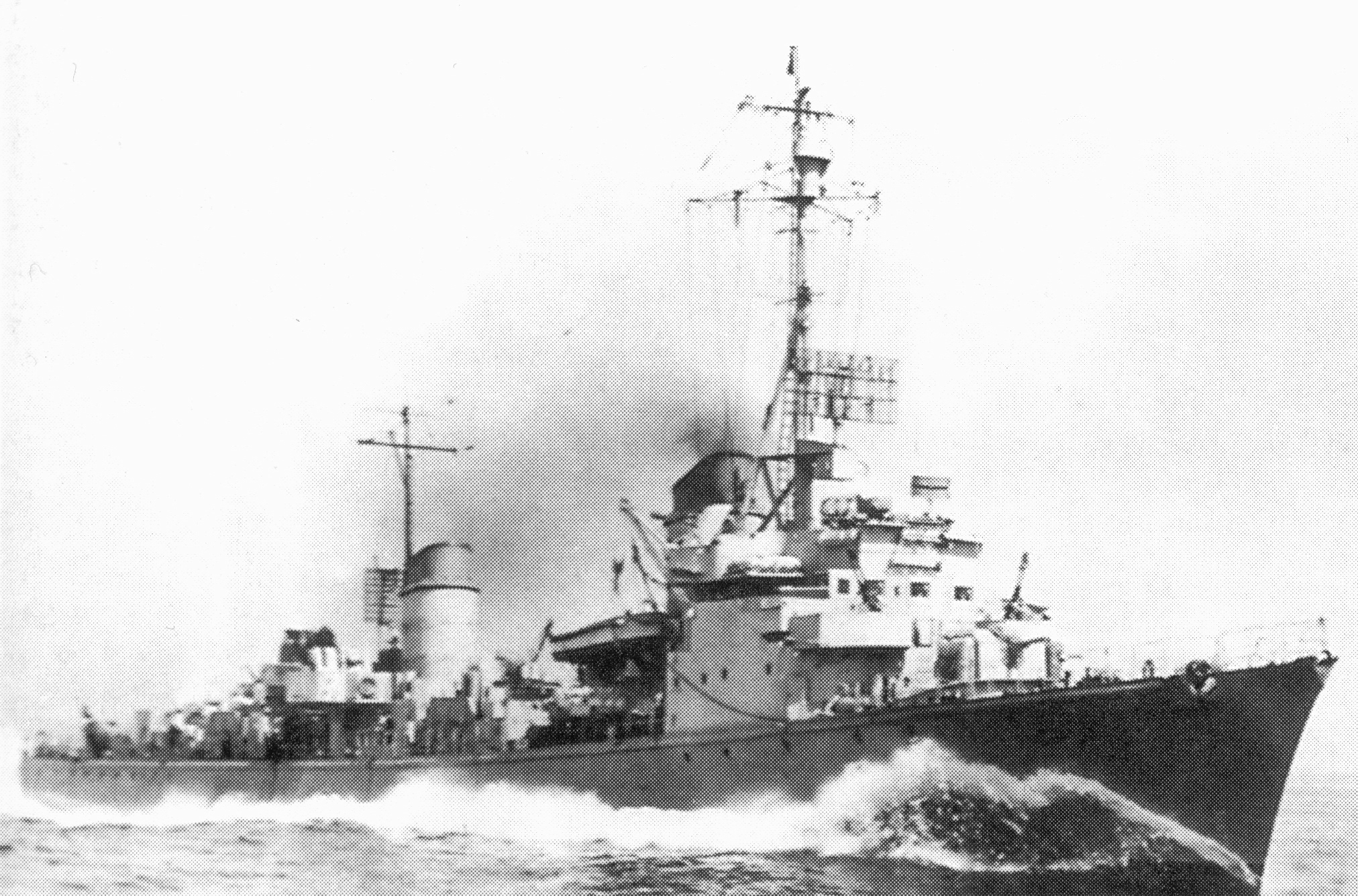
ドイツT22型水雷艇。

セット＝イル沖海戦（英語: Battle off Sept-Îles）は第二次世界大戦中の1943年10月22日から23日にかけての夜、大西洋の戦いの一環として生起した海戦である。
この戦いはイギリス海峡のフランス沿岸で、イギリス海軍所属の軽巡洋艦1隻、駆逐艦6隻と、封鎖突破船の出迎えと護衛を意図したドイツ海軍所属の掃海艇・水雷艇部隊との間に発生した。そして軽巡「カリブディス」が撃沈され、ハント級駆逐艦「リンボーン」が損傷を受けた末に雷撃処分されるという結果に終わる。イギリスの水兵、ほぼ500名がこの戦いで犠牲となったのである。これは第二次世界大戦においてイギリス海軍が敗北を喫した最後の水上戦闘、そしてドイツ海軍水上部隊が勝利を収めた最後の艦隊戦となった。

## 背景
1943年後半、イギリス海軍の上層部はブレストから出航し、ラテックスや戦略金属といった重要な積荷を積載していたドイツの封鎖突破船、「ミュンスターラント」の接近を察知していた。イギリス側は投入可能な艦艇を迎撃に回す標準的な軍事作戦、「トンネル作戦」の実施をもって対応する。本作戦の計画についてはロジャー・ヒル少佐が上官に保留を進言したが、その助言が受け入れられることはなかった。
作戦には「カリブディス」が割り当てられ、10月20日と10月22日にイギリス艦隊はプリマスから出撃した。「カリブディス」には艦隊型駆逐艦「グレンヴィル」、「ロケット」と4隻のハント級駆逐艦、即ち「リンボーン」、「ウェンスリーデイル」、「タリーボント」と「スティーブンストーン」が随伴していた。
第2戦隊に属するドイツ海軍の掃海艇6隻と、レーダーを搭載した哨戒艦はよく訓練された手順に従い、「ミュンスターラント」を護衛していた。それからこの封鎖突破船に、フランツ・コールアウフ少佐の指揮下で第4水雷艇戦隊を構成するT22型水雷艇5隻が合流する。
真夜中を過ぎて間もなくブルターニュ半島から約7海里の海域において、イギリス艦隊は速力13ノットでレーダーを使用した哨戒を実施した。一方、ドイツ側の電測員は同時にイギリス艦隊を捕捉し、注意深く追跡するとともに情報をすぐドイツの艦船に転送した。これらの警報はハント級駆逐艦とプリマスの司令部に傍受されたが、なぜか「カリブディス」は受信しなかった。

## 戦闘
「ミュンスターラント」が危険な航路から退避した一方、ドイツの水雷艇はイギリス艦隊との対決に備えた。「カリブディス」は距離14,000ヤード（13,000メートル）でこれらを自艦のレーダーに捕え、駆逐艦に増速するよう信号を発したが、それを受信したのは後衛の駆逐艦「ウェンスリーデイル」のみであった。同艦が艦隊の残りの艦を追い越したことは混乱を引き起こし、ドイツ側の魚雷の到来と、友軍の照明弾がドイツ側ではなくてイギリス側の嚮導艦を照らし出したことは、それに拍車をかけた。もはや、イギリス艦隊の陣形から連携は失われていた。
イギリス艦隊は、より明るい水平線に面して視認可能であった上、ドイツ艦隊は南西から接近するスコールに守られていた。雲が低く垂れこめて視界は悪く、波のうねりも重く、長かった。コールアウフ少佐は大きなイギリス巡洋艦の艦影を視認し、奇襲を受けたと思い、即座に転針と退避を命じたが、その前に全艦艇に魚雷を発射させる。
「カリブディス」は相当な打撃を与える可能性があったものの、ドイツ艦隊はレーダーで確認されたのみであり、目視されなかった。ドイツ艦隊が発射した魚雷は、合計24本である。見張りは突如、白く泡立つ雷跡を発見したが、手を尽くす前に「カリブディス」の左舷にフリードリヒ＝カール・パウル大尉率いる「T23」の魚雷が命中し、第2発電機室とB缶室に浸水が発生した。左舷主電源の環状回路が故障し、同艦は左舷に20度傾斜して停止する。魚雷は「ウェンスリーデイル」と「グレンヴィル」を辛うじて外れたが、続いて「T27」の魚雷が「カリブディス」に命中した。今度は艦尾の機関室が被害を受けて浸水し、全ての電源が失われるとともに傾斜が50度に増大した。
「カリブディス」が2本目の魚雷を受けた数分後、「T22」は「リンボーン」に1本の魚雷を命中させ、その前部弾薬庫を爆破した。同艦は艦首を吹き飛ばされ、右舷に激しく傾斜する。乗組員はすぐに退艦した。「カリブディス」は30分以内に、多くの犠牲者を出しつつ沈没する 。他の駆逐艦は混乱の中で衝突に瀕し、戦闘を打ち切ると撤退した。

## 影響
今や「グレンヴィル」に座乗するロジャー・ヒル少佐の指揮下に入ったイギリス艦隊は、「リンボーン」の損傷を知ると現場に戻り、救命作戦を実施した。「カリブディス」の乗組員の内、107名が朝から昼にかけて救助されている。深刻な損害を被った「リンボーン」は、乗組員の内、42名を失った。「リンボーン」を曳航する試みは失敗し、同艦を処分する命令が下る。そして「タリーボント」の魚雷と「ロケット」の砲撃により沈められた。前述の通り同艦の乗組員42名が失われた一方で、生存者100名が救助されている。
フランツ・コールアウフ少佐はこの行動に報いて間もなくアドルフ・ヒトラーから騎士鉄十字章を授かり、フリードリヒ＝カール・パウル大尉もドイツ十字章を受章した。この戦闘は第二次世界大戦においてドイツ海軍が明確に勝利し、イギリス海軍が敗北を喫した最後の戦いとなった 。イギリス側は戦訓を得て、この停滞にも拘わらず「トンネル作戦」は成功し、15隻の封鎖突破船の内、フランスへ辿り着いたのは4隻に留まっている。「ミュンスターラント」は無事にサン＝マロ港に帰還したが、封鎖突破任務は中止された。同船は遂に移動を試みた際、ブラン＝ネ岬の西方でドーバーに配備されていたイギリス軍の沿岸砲台によって座礁を強いられ、破壊された。1944年1月21日のことである。

## 伝統
イギリス海軍の軍人、21名の遺体はガーンジー島へ漂着した。同地を占領するドイツ軍上層部は、軍葬の礼をもって埋葬を行った。葬儀は一部の島民にとって、イギリスへの忠誠とドイツ占領軍への抗議を示す機会となった 。約5,000名の島民が葬儀に参列し、およそ900個の花輪を捧げたことは充分にドイツ占領軍への抗議の表明となり、民間人は占領軍によって後の軍葬から締め出された。
この戦闘の生存者やその親族、イギリス海軍やイギリス海兵隊のガーンジー島協会、イギリス海軍士官候補生団、セント・ジョン救急隊、警察、赤十字社やイギリス海軍の代表団が参加する記念行事が毎年実施されている。
戦いを生き抜いた先任海軍士官にして「グレンヴィル」艦長のロジャー・ヒル少佐は、自伝『Destroyer Captain』の中で戦闘の詳細な話を書いており、それには継続調査や当時の夜、その場に居たドイツ駆逐艦の艦長からの情報も含まれる。彼は作戦の事前計画や実際の作戦中の出来事とその影響を話し合っており、「カリブディス」と「リンボーン」の喪失で頂点に達した顕著な落ち度を認めている。

### 参照
1. 1 2 3 4 5 6  O'Hara pp. 275–76
2. 1 2  Jaques p. 738
3. 1 2 3 4  Watts p. 197
4. 1 2 3 4  O'Hara pp. 273–274
5. 1 2 3 4 5  Lambert pp. 97–98
6. 1 2  Gordon Smith. “HMS Charybdis (88): Light cruiser of the Dido class”. Service Histories of Royal Navy Warships in World War 2.   naval-history.net. 2012年8月3日閲覧。
7. 1 2 3 4  Charybdis Association. “H.M.S.  Charybdis: A Record of Her Loss and Commemoration”. World War 2 at Sea.   naval-history.net. 2010年12月1日閲覧。
8. ↑   Conway's All The World's Fighting Ships 1922–1946. p. 33
9. ↑  “The sinking of the Munsterland, 1944”. Sussex History Forum. 2014年10月19日閲覧。
10. ↑  Tabb p. 129
11. ↑  “Local History: HMS Charybdis”.   BBC.co.uk. 2012年8月3日閲覧。
12. ↑  Hill pp. 167-176

### 文献
- Chesneau, Roger (1997). Conway's All the World's Fighting Ships 1922–1946. Conway Maritime Press. ISBN 978-0851771465
- Hill, Roger P. (1979). Destroyer Captain. Mayflower Books. ISBN 0-583-12875-0
- Jaques, Tony (2006). Dictionary of Battles and Sieges: A Guide to 8,500 Battles from Antiquity Through the Twenty-first Century. Greenwood Press. ISBN 978-0313335365
- Lambert, Andrew (1990). Warship. Annapolis, MD: Naval Institute Press. ISBN 9781557509055
- O'Hara, Vincent P. (2004). The German Fleet at War, 1939–1945. Annapolis, Maryland: Naval Institute Press. ISBN 1-59114-651-8
- Tabb, Peter (2005). A Peculiar Occupation: New Perspectives on Hitler's Channel Islands. Ian Allan. ISBN 9780711031135
- Watts, Anthony J. (2000). The Royal Navy: An Illustrated History. Caxton. ISBN 978-1860199837
- Whitley, M. J. (1991). German Destroyers of World War Two. Annapolis, Maryland: Naval Institute Press. ISBN 1-55750-302-8